# Pentozánhatás
Pentozánhatásról beszélünk abban az esetben, ha szármaradványok kerülnek a talajba, vagy nem teljesen érett, szalmában gazdag trágyát használnak tápanyag utánpótlására, ugyanis a szerves anyag bomlás közben nitrogént von el környezetétől, és eközben a növények tápanyaghiányosak lesznek. Így éppen ellenkező hatású a trágyázás, mert a kedvező 20:1 szén:nitrogén arány kedvezőtlenre fordulhat (50:1) és átmeneti nitrogénhiány állhat elő. Ha nem oldható meg teljesen érett szerves trágya használata, nitrogénműtrágyát adagolnak a szerves trágyához, és ezzel forgatják be a talajba. Így a bomlás során a műtrágyából származó nitrogént használják fel a baktériumok, nem a környezettől vonják el. Erre a célra használható a pétisó, azonban ennek túladagolása hozzájárulhat a vizek nitrátosodásához.